# Котов, Евгений Сергеевич (футболист)
Евгений Сергеевич Котов (1922 или 1923 — неизвестно) — советский футболист, нападающий.
В 1945 году провёл за дубль московского «Динамо» 10 игр. В чемпионате СССР играл за команды «Динамо» Минск (1946—1949) — 40 матчей, 6 голов и ВВС Москва (1949—1951) — 32 матча, 8 голов.